# 気候研究ユニット・メール流出事件
気候研究ユニット・メール流出事件（きこうけんきゅうユニット・メールりゅうしゅつじけん、クライメイトゲート、クライメートゲート、Climategate）は、2009年11月にイギリスにあるイースト・アングリア大学(UEA)の気候研究ユニット（CRU：Climatic Research Unit）がクラッキングされ、地球温暖化の研究に関連した電子メールと文書が公開されたことによって発生した一連の事件のこと。『クライメートゲート事件』とも。
この事件は一般のメディアでも報じられ、標的とされたUEAのCRUの所長が一時的に所長職から離れる等の事態となった。しかしイギリス王立協会、ペンシルバニア州立大学、イギリスのラッセル委員会、イースト・アングリア大学がそれぞれに調査した結果、不正の事実は何も見あたらなかった。科学的にも、CRUの報告に疑念の余地がほぼ無いことが当初から指摘されており、新たな分析でも一致する結果が得られている。

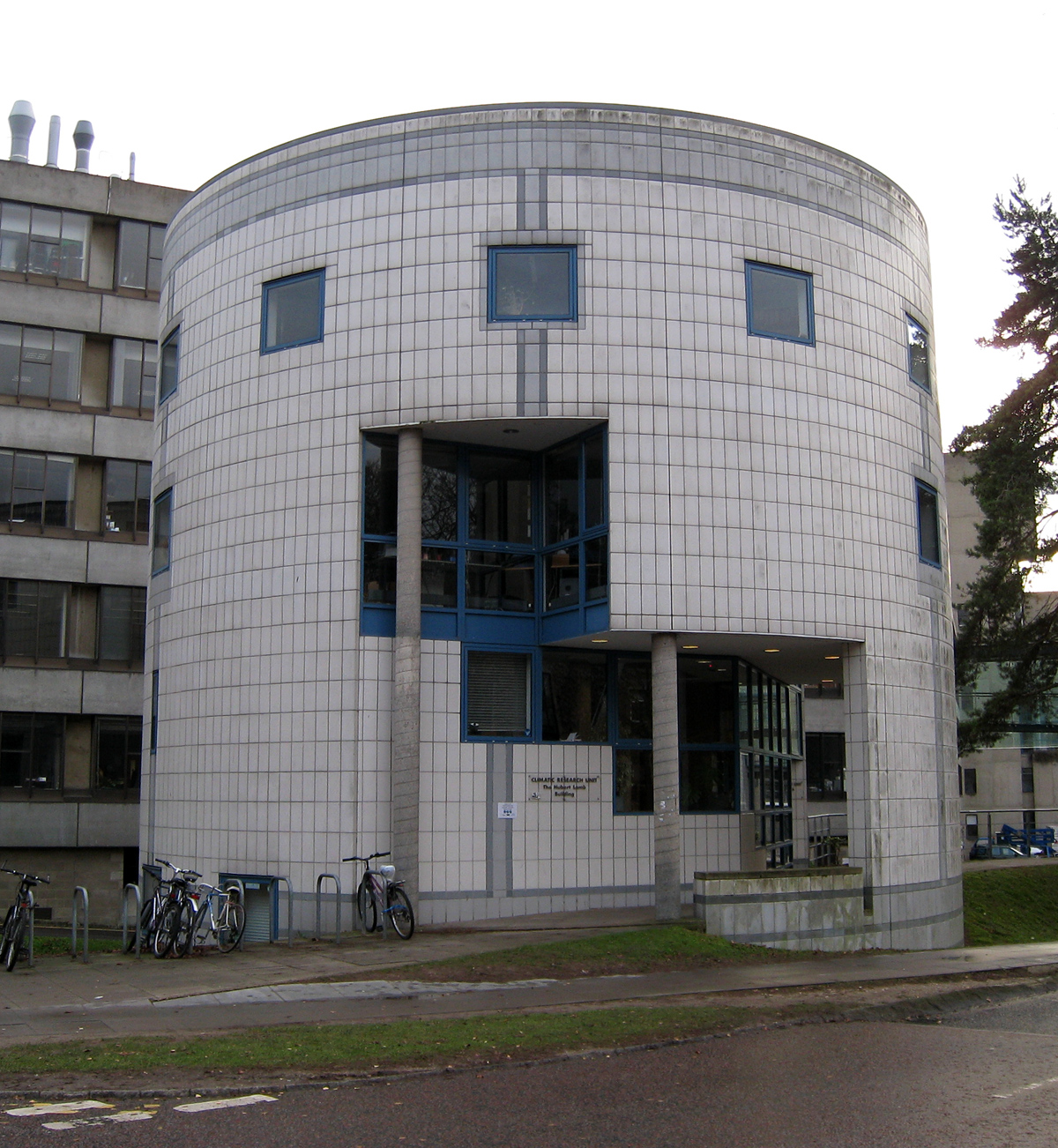
イースト・アングリア大学―クライマティック・リサーチ・ユニット(CRU)の建物

## 事件の経緯

### 発端
2009年11月17日にクラッカーがCRUのサーバーに格納された個人ファイルを入手し、そこで発見した電子メールをオンラインで公開した。1996年以降の1000通以上のメールと3000以上の文書が流出し、多くの学者によって、地球温暖化を人為だとするための国際的陰謀の証拠であるとして取り上げられた。断片的で選択された文面を根拠にして、多くの学者から、温暖化論者らに多くの批判メールが寄せられた。地球温暖論者の信頼は大きく失墜し、ウォーターゲート事件になぞらえクライメートゲートと呼ばれた メールを巡り疑惑となっている個別の争点は、下に記す。研究界、気候変動論者らは疑惑を否定し、メールでは、間違った事は行われていないとしている。関連する科学者の所属する各機関は、この事件についての調査を開始すると発表した。
イギリスの新聞ガーディアンは、デンマークで行われた気候変動枠組条約締約国会議(COP15)への影響が懸念されると報じた。

### 事件を巡る調査
UEAは個人情報を含むこれら文書の"悪意のある"公開を非難し、盗難について独立調査を命じた。イギリス警察はメールの盗難がどのように行われたかを調査している。また一部の研究者に殺害予告などの脅迫が行われ、治安当局が捜査する例も発生した。
2009年12月1日に、フィル・ジョーンズは調査終了まで所長の身分を休職する事を発表した。ピーター・リス（Peter Liss）がCRU所長代行に就任。UEAは外部からのジョーンズに対する辞任要求は退けた。
同年12月3日に、UEAは、ミューア・ラッセル（Muir Russell）を独立調査の長に任命し、2010年春までにデータの操作や隠蔽があったのかどうかの調査、およびコンプライアンスの点検、適切な手法の推奨を行うとした。また2010年3月22日、UEAは外部のロナルド・オクスバラ (Ronald Oxburgh)を長とする科学評価パネルを発足させ、CRUの科学研究の質の評価を依頼した。
ペンシルベニア州立大学もマイケル・マン(Michael Mann)の研究について調査することを明らかにし、マンは調査を歓迎するとした。2010年2月3日、結果が発表され、マンはデータ操作や隠蔽をせず、trickという語が指すのは普通の統計的手法に他ならないとし、またジョーンズからのデータ・メールの消去依頼にもかかわらずそれらを行わなかったとした。一方で科学者としての倫理、品行に問題がなかったかどうか、特別調査チームを編成して引き続き調査すると発表した。
イギリス気象庁は、人々の間での地球温暖化研究の信頼が損なわれたことを認め、「結果としてはおそらく結論は変わらないだろう」としながらも、3年間かけて自らの気象データベースを洗い直すことを表明した。

### 調査結果
2010年3月、英国議会の庶民院（下院）は調査報告書を発表した。メールに見られたtrickなどの口語は事実を歪めるような企みを意味するものでは無く、またジョーンズが査読プロセスの妨害を図る内容も無かったと指摘している。またジョーンズが当初データの開示要求を中傷と見なし、開示を拒んだことは理解できると指摘する一方、UEAが事態の収束のためにより速やかに公開を進めるべきであったとも指摘している。またデータそのものの正当性の判断に関して、報告書は下述のOxburgh卿の率いる評価パネルに判断を委ねた。
2010年4月14日、Ronald Oxburgh卿の率いる科学評価パネルは、CRUの科学研究には不正は認められないと報告した。同時に、事件に関して不当な批判が寄せられているとし、パネルは批判者を逆に批判した。
調査結果を受け2010年7月、ジョーンズは研究所の長として再就任した。
調査結果の発表後、ニューヨーク・タイムズやニューズウィークで、メールの内容はそもそもスキャンダルではなかったのであり、事件と同様に調査結果も大きく報道されるべきなどの指摘がなされた。

### IPCCの対応
暴露された電子メールには、気候変動に関する政府間パネル(IPCC)の評価報告書の編著者が報告書への文献の採用などに関する意見を述べていたものが含まれており、2009年11月ごろから活発となったIPCCの評価手続きへの批判の材料のひとつとなった。2010年3月、国連事務総長およびIPCC議長は、インターアカデミーカウンシル(InterAcademy Council, IAC)に、IPCCの評価手続きに関するレビューを要請した。その声明の中でIPCC議長は、第4次評価報告書の「厳密さと信頼性を確信している」とした上で、さらに批判に耳を傾けて改善に取り組むと述べた。
2010年8月、IACは独立レビューの結果を発表した。「IPCCの評価手続きは全体的に成功を収めてきた」(the IPCC assessment process has been successful overall)と述べた上で、組織体制強化や透明性向上等の勧告を行った。

## 事件に対する当初の反応

### 気候学者
気候変動に関する研究者は、当該の文章は選択および歪曲されたうえで文脈を無視して公表されたと主張している。CRUの研究者は、その電子メールは「文脈が無視されており、正直な意見の交換を単に反映した」ものであると述べた。
ブリストル大学の気候科学者アンディ・リッジウェル（Andy Ridgwell）は「科学やデータを無視し意図的に完全な反対屋の立場をとると決意した声高な少数派が、気候科学者をウソだ金のためと非難しており、この10年ほど気候変動の科学で空が落ちてくると騒ぐ悲観論者を演じてきており、非難も主張も新しいものはない。」とする。
エジンバラ大学の気候学者デビッド・レイ(David Reay)は、今回の事件における批判者らを「陰謀論者」と表現したうえで、人為温暖化の科学的根拠を支持した。
気候研究者のハンス・フォン・シュトルヒ(Hans von Storch)は、人為温暖化は疑わないものの、イースト・アングリア大学の研究者を批判している。この大学の研究者らは、派閥を形成したうえで、外部の研究者との研究データの共有の拒否という、「科学の基本原則」を侵害しており、「科学を権力闘争として弄している」と述べた。一方ではその後、Nature誌中の手紙で、人為温暖化の科学的根拠を揺らがせるものは出てきていないこと、事件についてのメディアの報道でデータ解釈について誤解が見られることを指摘し、温暖化研究の科学が「世界的陰謀」であると信じている人は馬鹿げているとコメントした。
気候変動の専門家として著名なコロラド大学のロジャー・A・ピールケ（父）(Roger A. Pielke Sr.)は今まで人為的温暖化の事実を支持すると同時にIPCCの体質に対しては批判的意見を表明してきた。彼は今回の事件に対し、「他の複数の研究機関のデータもCRUのと一致している以上、今回のメール流出事件は二酸化炭素による温暖化の根拠には影響を与えない。その一方で、IPCCのメンバーが、自分の研究と同時にそれを含めた分野全体の研究報告の評価の双方に関わる現状は問題がある」という趣旨の見解を示した。
このように気候学者の間では、CRUの研究者の（あるいは排他的な）態度には賛否両方の意見が出ているものの、データ捏造を疑う声は上がっていない。

### 機関
IPCCのパチャウリ(Rajendra Pachauri)議長は、問題は重大で、調査が必要だとBBCに話した。IPCCは事件の経緯を調査することを明らかにし、「今回の事件で温暖化の証拠が揺らぐわけではない」とした。
UEAは「CRUから出された研究は、関連雑誌の査読を経ており、人間活動の気候への影響に対する強いコンセンサスの基礎である」と主張。更には、盗まれた電子メールと文書は文脈から離されて選択的に公表されたものであるとした。
UEA副総長のエドワード・アクトン（Edward Acton）は、「本学の評判と品位が最優先である。CRUに向けられた疑惑に対して、独立した完全な調査をしたい。」とした。
イギリス政府のエネルギー・気候変動省は、「気候変動の証拠は圧倒的だ。UEAの結論は、独立したNASAとNOAAのデータセットと整合的である。」とした。

### 学術団体
アメリカ気象学会は、「仮にそのチームに不適切な行為があったとしても－そしてまだその証拠はない－地球温暖化は他の数多くのデータに裏付けられている」との声明を出し、この事件は学会の気候変動に対する態度に影響を与えるものではないと指摘した。
アメリカ地球物理学連合は、不正なサイバー攻撃によって流出したメールが科学上の論争を曲解させるために利用されていると遺憾の意を示し、人為地球温暖化を再確認した。
サイエンス誌を発行するアメリカ科学振興協会(AAAS)は事件の社会への影響に関し遺憾の意を示す一方、気候変動については大量の厳格な科学的根拠に基づいていることを述べた。

### メディア・諸団体
多くのメディア(タイム, エコノミスト, ワシントン・ポスト, BBC等)や科学誌は、メールには不正の証拠は見られないとしている。「社会主義者の邪悪な陰謀(evil socialist plot)を信じる人が多いようだ」(ネイチャー誌社説)などの揶揄が見られる。タイムはCRUのデータと他の機関のデータを並べて表示し一致することを示し、事件は科学的なものでなく政治的なものであるとした。サイエンティフィック・アメリカン(日経サイエンス)は、トリックの語は工夫の意に解釈でき、メールにデータ改竄を示すものはなく、またたとえCRUのデータを除外しても結果が変わらないのであり、事件は温暖化の科学的議論には影響を与え得ないとした。
その一方、信頼性や不確実性が確認しやすいよう、研究者がデータをより積極的に開示するべきとも指摘されている。
科学ライターのジョージ・モンビオ(George Monbiot)は、3～4人の研究者の問題行為が明らかになったとしたが、それが温暖化を否定する証拠かについては「Not at all(全く違う)」と強く否定している。
AP通信は複数の科学者や研究倫理の専門家に意見を求める本格的調査を行った。科学者の見解としては、人為温暖化の事実は全く揺らがず、データ捏造を示すものはないことが示された。また、渦中の科学者の態度は排他的であると言えるが、異常とまではいかない("This is normal science politics, but on the extreme end, though still within bounds")という見解を示した。
消費者のために噂の真偽等を判定する非営利ウェブサイトとして知名度の高いFactCheck.orgはこの事件について、メールから明らかになったのは研究者の失礼な態度くらいであり、懐疑派は主張に合うよう事件を歪曲して伝えている、またCRUのデータはIPCCが利用するデータのほんの一部でしかないので温暖化の科学的事実には関係ない、と判定した。
『憂慮する科学者同盟』 (The Union of Concerned Scientists)は2009年2月に声明を発表し、本件で取り上げられた中国の気温のデータは信頼性があり、地球温暖化の事実とも整合すると指摘している。また一部の学者達による一連の攻撃はでっち上げ(manufactured)であり、IPCCの結論には疑問の余地が無い(indisputable)と指摘している。

### 国家首脳級
2009年のコペンハーゲンでのCOP15会議中、国連事務総長潘基文、ゴードン・ブラウン英首相、ホワイトハウス報道官ロバート・ギブスはそれぞれ、今回の事件は温暖化の科学的根拠を疑わせるものではなく、温暖化は事実であるとの見解を示した。
COP15の直前に、産油国サウジアラビアのCOP担当者は、気候変動は人為ではないことが示唆され、排出削減の合意に多大な影響を与えうるとBBCに語った。

### 政治家・コメンテーター
コメンテーターのラッシュ・リンボーを筆頭とする米国保守陣営はブログ等で重大スキャンダルとして一斉に科学者に対する強烈な批判を開始した。米英両国で、以前から懐疑派を自認してきた政治家、特にJim Inhofe米上院議員らが事件への調査を要求している。上述のように専門の研究者からはデータ捏造を疑う声が上がっていないのに対し、リンボー等の多くの保守系コメンテーターはデータの捏造と断定しており、人為温暖化はhoax（ウソ）であるとの以前からの主張の補強に援用している。
地球温暖化政策財団で温暖化対策に反対しているナイジェル・ローソンは、データが操作、消去されたり、論文の発表を妨害していたようにも見えるとし、「あるいは不正ではなく全て問題なく説明できることなのかもしれないが、しかし独立した調査が必要である」としている。

## メール個別の争点
流出したメールについては、下記のような批判があった。しかしUEA側は「いずれも、指摘されたような不正の事実は見つからなかった」などと主張している。

### フィル・ジョーンズのメール（1999年11月16日）
メールの中で問題にされているのは、マイケル・マンなどと交わしたメールで「ホッケースティック曲線（過去1,000年間の気温変化グラフ）における1960年代～1970年代の気温の低下を隠ぺいし、それ以後の上昇を誇張している」と解釈できると懐疑論者は主張している（地球寒冷化も参照）。ただしその内容については、以下のように英語圏の識者の間でも解釈が分かれる表現であった。
大きく取り上げられている例がトリック(trick)という語の使用である。英語ではtrickは人を騙す意味には限らず、コツという意味がある。また、ある期間の年輪のデータが気温を正確に反映していないことは流出したメールより前に発表されており、こうした理由から多くの科学者はメールはデータ捏造の証拠とはみなしていない。
イギリスの新聞デイリー・テレグラフ(以下テレグラフと略す)は、フィル・ジョーンズのメールでは、世界の気温の生データについて"下落傾向を隠す(hide the decline)"に際しての"トリック(trick)"に触れている、とした。
これに関して、フィル・ジョーンズは、気温の図を"マッサージ(massage)"したことを否定し、「"trick"とは、騙す行為ではなく"コツ"の意味であり、何か悪いことを示すと言うのは、ばかげた話だ」とした。
UEAと共同で気候変動の監視をしているイギリス気象庁は、「全くもって陰謀でも捏造でもない。全てのデータは査読を受け、信頼出来るデータである」とした。

### マイケル・マンのメール（2003年3月11日）
テレグラフによると、フィル・ジョーンズが、地球温暖化の科学的コンセンサスに対する論文を通した雑誌編集者を解任するように働きかけたとするメール。テレグラフによると、反対する科学者の論文が学術雑誌に掲載されないようにとの試み。

### フィル・ジョーンズのメール（2004年7月8日）
正確さの欠如を理由に論文をIPCCが取り上げないようメールで圧力をかけたとされる。しかし実際には、当該論文は取り上げて論じられている。

### フィル・ジョーンズのメール（2005年2月2日、2008年5月）
テレグラフによると、情報公開法で公開されないようにと、各種ファイルを破棄するようにするとの会話。
トム・ウィグリーによると「いかなるデータも消していない。国立気象サービスのデータは閲覧可能であるし、GISSやNASAがデータを用い、独自の結果を出している。」としている。

### トレンバースのメール（2009年8月12日）
テレグラフによると、ケヴィン・トレンバースが、世界の気温の上昇の傾向が見られないのは、"travesty（滑稽だ）"と認めているとするメール（ハイエイタス (地球温暖化)も参照）。
トレンバースは、「私のメールが、世界の指導者達が炭素排出削減を合意するためのCOP15をなし崩しにするために、選択的にリークされ、誤解釈されている。このような酷く選択的なメールの使われ方と、文脈を無視した使われ方は酷くショックである。COPの直前というのは偶然ではないだろう。」としている。

### その他のメール
懐疑派に対する露骨な言葉による侮辱や、懐疑派への圧力をほのめかす文面も公開された。ネイチャーやエコノミストでは、それらはどの分野の科学者もやっていることであるという論調であった。